# Золотая медаль имени И. В. Курчатова
Золотая медаль имени Игоря Васильевича Курчатова — научная награда Российской академии наук. Присуждается с 1962 года за выдающиеся работы в области ядерной физики и ядерной энергетики. 
Медаль была учреждена постановлением ЦК КПСС и Совета Министров СССР от 9 февраля 1960 года. С 1962 года по 1989 год присуждалась Академией наук СССР. С 1998 года присуждается Отделением ядерной физики (ОЯФ), Отделением общей физики и астрономии (ООФА), Отделением физико-технических проблем энергетики (ОФТПЭ) Российской академии наук.

Обратная сторона медали до 1991 года
Обратная сторона медали после 1991 года

## Награждённые учёные
| Год  | Лауреат премии                                                                                             | За какие работы |
| ---- | --- | --- |
| 1962 | Пётр Ефимович Спивак Юрий Александрович Прокофьев                                                          | за работы по экспериментальному исследованию бета распада нейтрона |
| 1965 | Юрий Дмитриевич Прокошкин Валентин Иванович Петрухин Владимир Иванович Рыкалин Анатолий Фёдорович Дунайцев | за цикл работ по бета-распаду пи-мезона |
| 1968 | Анатолий Петрович Александров                                                                              | по совокупности работ в области атомной энергетики |
| 1971 | Исаак Константинович Кикоин                                                                                | за научные исследования в области атомной технологии |
| 1974 | Юлий Борисович Харитон Савелий Моисеевич Фейнберг                                                          | за исследования в области атомной энергетики |
| 1977 | Яков Борисович Зельдович Фёдор Львович Шапиро                                                              | за предсказания свойств ультрахолодных нейтронов и их обнаружение и исследование |
| 1980 | Исай Израилевич Гуревич Борис Александрович Никольский                                                     | за цикл работ по исследованию вещества положительными мюонами |
| 1983 | Владимир Иосифович Мостовой                                                                                | за цикл работ по спектрометрии нейтронов и физике деления |
| 1986 | Венедикт Петрович Джелепов Леонид Иванович Пономарёв                                                       | за цикл работ по мю-катализу и мю-мезоатомным процессам в изотопах водорода |
| 1989 | Георгий Николаевич Флёров Юрий Цолакович Оганесян                                                          | за цикл работ по синтезу и изучению стабильности наиболее тяжелых элементов на интенсивных пучках ионов |
| 1998 | Алексей Алексеевич Оглоблин                                                                                | за цикл работ «Исследование структуры легких ядер и их взаимодействий» |
| 2000 | Николай Антонович Доллежаль                                                                                | |
| 2002 | Юрий Алексеевич Трутнев                                                                                    | за совокупность закрытых работ, имеющих важнейшее научное, военно-стратегическое и народнохозяйственное значение и обеспечивших стране современный надежный ядерный щит |
| 2008 | Олег Геннадьевич Филатов                                                                                   | за совокупность работ по разработке физико-технических основ термоядерной энергетики |
| 2013 | Евгений Николаевич Аврорин                                                                                 | за цикл работ, посвящённых разработке методов физических исследований свойств веществ при ядерных взрывах, получению уникальных экспериментальных данных по непрозрачности и ударной сжимаемости веществ в области температур T~l keV и давлений Р~1 Гбар, условиям термоядерного горения DD и DT систем, вопросам контроля и нераспространения |
| 2018 | Николай Евгеньевич Кухаркин                                                                                | за цикл исследований и разработок перспективных ядерно-энергетических установок для авиации и космоса, в том числе высокотемпературных газовых реакторов, и за общий вклад в развитие атомной энергетики СССР и Российской Федерации |